# Fernande (chanson)
Pour les articles homonymes, voir Fernande.
Fernande est une chanson gaillarde écrite, composée et interprétée par Georges Brassens. Elle figure sur l'album du même nom, sorti en octobre 1972.

## Naissance du refrain
Brassens est très lié depuis 1942 à Michel Le Bonniec, le neveu de Jeanne Le Bonniec-Planche, « la Jeanne » célébrée dans une chanson. Dans les années 1970, Brassens a sa maison de vacances à Lézardrieux, et Michel Le Bonniec tient un magasin de sport à cinq kilomètres de là, à Paimpol. C'est en conduisant sa voiture, en se rendant à Paimpol, que Brassens crée le refrain de Fernande. Tout content de sa trouvaille, il entre dans le magasin de son ami en la chantant. Une cliente, qui essaie des chaussures, est ravie d'en avoir la primeur.
Ce refrain est devenu célèbre :
Quand je pense à Fernande

Je bande, je bande

Quand j'pense à Félicie

Je bande aussi

Quand j'pense à Léonore

Mon Dieu, je bande encore

Mais quand j'pense à Lulu

Là, je ne bande plus

La bandaison, papa

Ça n'se commande pas

## Au cinéma
Sauf indication contraire, les informations mentionnées dans cette section peuvent être confirmées par le générique de fin de l'œuvre audiovisuelle présentée ici, ainsi que par la base de données cinématographiques IMDb,  présente dans la section « Liens externes ».
- 1979 : Les Bronzés font du ski de Patrice Leconte : dans la scène du refuge de montagne où tout le groupe doit passer la nuit en compagnie d'un trio d'Italiens très expansifs, Popeye (Thierry Lhermitte) fait allusion à la chanson de Brassens s'adressant à la femme du trio nommée Fernanda.
- 1989 : Mes nuits sont plus belles que vos jours d'Andrzej Żuławski - musique additionnelle.
- 2001 : Un crime au Paradis de Jean Becker : Jojo (Jacques Villeret) chantonne régulièrement le refrain de la chanson en faisant expressément référence à sa femme Lucienne surnommée Lulu.

## Hommage
En 1979, les navigateurs Jean-Claude Parisis et Olivier de Rosny nomment leur ketch de 21,45 m Fernande, en hommage à la chanson de Brassens. À son bord, ils terminent 5es de la première Transat Lorient-Les Bermudes-Lorient.